# Highlander: Endgame
Pour les articles homonymes, voir Endgame.
Série Highlander
Highlander 3
(1994) Highlander : Le Gardien de l'immortalité
(2007)
Pour plus de détails, voir Fiche technique et Distribution.
Highlander: Endgame ou Highlander : Le Dernier Affront au Québec est un film américain réalisé par Douglas Aarniokoski, sorti en 2000.
C'est le 4e volet de la saga Highlander. Il s'agit du premier film réunissant le personnage principal des films (Connor MacLeod) avec le personnage principal de la série télévisée (Duncan MacLeod).

## Synopsis
À New York, l'immortel Connor MacLeod s'entretient avec Duncan MacLeod, son cousin avec lequel il partage une profonde amitié depuis le XVIIe siècle et leur rencontre sur un champ de bataille en 1625. Il est lui aussi immortel. Connor semble soucieux mais ne lui dit rien. Dix ans plus tard, dans le présent, alors que Connor rentre chez lui, son immeuble explose tuant son amie de très longue date, Rachel Ellenstein. Anéanti, il se réfugie dans le Sanctuaire, un lieu sacré où les Immortels sont en sommeil. Connor se remémore alors certains événements et souvenirs.
En 1555, Connor MacLeod vit seul avec sa femme Heather. Il décide cependant de retourner dans son village natal de Glenfinnan, pour sauver sa mère sur le point d'être jugée pour sorcellerie. Malgré son intervention, Connor ne peut empêcher son exécution par les villageois dont Jacob Kell, ancien ami de Connor. Ce dernier se venge en tuant Kell et son père adoptif, le Père Rainey. Cependant, Kell renaît en immortel et entend bien venger la mort de Rainey en tuant Connor. Durant les siècles suivants, il tue tous les êtres chers à Connor.
En l'an 2000, Kell traque toujours Connor. Ayant tué plus de six cents immortels avec l'aide de ses disciples, ils attaquent même le Sanctuaire.  Kell détient un très grand pouvoir qui lui permet d'affronter Connor.
De son côté, Duncan vit désormais seul. Revenant à New York, il se souvient lui aussi de son passé et de sa bien-aimée Kate. Avec Connor, ils vont devoir s'unir pour affronter Kell et ses disciples.

## Fiche technique
Sauf indication contraire, les informations mentionnées dans cette section peuvent être confirmées par les bases de données cinématographiques IMDb et Allociné,  présentes dans la section « Liens externes ».
- Titre original et français : Highlander: Endgame
- Titre québécois : Highlander : Le Dernier Affront
- Réalisation : Douglas Aarniokoski
- Scénario : Joel Soisson, d'après une histoire d'Eric Bernt, Gillian Horvath et William N. Panzer, d'après certains personnages créés par Gregory Widen[N 1]
- Musique : Nick Glennie-Smith et Stephen Graziano
- Direction artistique : Paul Cross, Simon Lamont, Christian Niculescu et Ben Zeller
- Décors : Jonathan A. Carlson et Stephen Scott
- Costumes : Wendy Partridge et Oana Paunescu
- Photographie : Douglas Milsome
- Son : Rick Alexander, Rick Hart, Trevor Jolly, Kurt Kassulke
- Montage : Chris Blunden, Rod Dean, Robert A. Ferretti, Tracy Granger, Michael N. Knue et Donald Paonessa
- Production : Peter S. Davis et William N. Panzer
  - Production (Reprise de vue aux États-Unis) : Brian Gordon
  - Production exécutive (Reprise de vue aux États-Unis) : Jean-Claude Schlim
  - Production déléguée : Cary Granat, Bob Weinstein et Harvey Weinstein
  - Production associée : Robert Bernacchi
  - Coproduction : Patrick Peach et Christina Varotsis
  - Coproduction déléguée : H. Daniel Gross, Beth Calabro Oulman
- Sociétés de production : Davis-Panzer Productions, Dimension Films et Mandalay Pictures[2]
- Sociétés de distribution : Miramax (Monde) ; Dimension Films (États-Unis) ; BAC Films (France) ; Ascot Elite Entertainment Group (Suisse)
- Budget : 25 millions de $[3],[4]
- Pays de production :  États-Unis
- Langues originales : anglais, français, gaélique
- Format : couleur — 35 mm — 2,35:1 (CinemaScope) — son : DTS / Dolby Digital / SDDS
- Genre : fantastique, action, aventure
- Durée : 87 minutes ; 101 minutes (version producer's cut aux États-Unis)
- Dates de sortie[1] :
  - Suisse romande : 25 avril 2000[5]
  - États-Unis : 1er septembre 2000
  - France : 2 mai 2001
- Classification :
  - États-Unis : interdit aux moins de 17 ans (R – Restricted)[N 2]
  - France : tous publics[6]
  - Belgique : tous publics (Alle Leeftijden)[7]
  - Suisse romande : interdit aux moins de 14 ans[8]

## Distribution
- Adrian Paul (VF : Pierre Dourlens ; VQ : Daniel Picard) : Duncan MacLeod
- Christophe Lambert (VF : lui-même ; VQ : Marc Bellier) : Connor MacLeod
- Lisa Barbuscia (VQ : Anne Bédard) : Kate MacLeod / Faith
- Bruce Payne (VF : François Siener ; VQ : Yves Corbeil) : Jacob Kell
- Donnie Yen : Jin Ke
- Oris Erhuero : Winston
- Ian Paul Cassidy : Cracker Bob
- Peter Wingfield (VF : Maurice Decoster ; VQ : François Godin) : Methos
- Damon Dash (VF : Jean-Paul Pitolin) : Carlos
- Beatie Edney : Heather MacLeod
- Jim Byrnes (VF : Michel Paulin) : Joe Dawson
- Douglas Aarniokoski : Kirk
- Adam Copeland : Lachlan
- Sheila Gish : Rachel Ellenstein
- June Watson : Caiolin MacLeod
- Donald Douglas : le père Rainey

## Production

### Développement
Le scénario a considérablement évolué au cours de la préproduction : le personnage de Kate s'appelait Alexis, la plupart des flashbacks avaient lieu à Shanghai et non en Irlande, Paris était le lieu original de la maison de Methos et pas à Londres, Duncan MacLeod vivait sur sa péniche parisienne et Hugh Fitzcairn apparaissait durant un flasback à Shanghai. Gregory Widen, scénariste original du premier film, participe à l'élaboration finale du script. Le poste de réalisateur lui est même proposé. C'est finalement le débutant Douglas Aarniokoski qui est choisi. Ce dernier déclare à propos du film : « L'histoire ne demande pas d'avoir vu le film précédent ni la série télévisée, n'importe qui peut rentrer directement dans le film (…). Ce film montre Connor et Duncan MacLeod de manière totalement différente (…). Ils ont élevé leurs dons de combattants à une absolue perfection. Les innombrables fans de Highlander y découvriront des choses qu'ils n'avaient jamais vues avant. » Christophe Lambert apprécie quant à lui le retour aux sources du film : « C'est probablement l'histoire qui se rapproche le plus des sources du premier film. Highlander: Endgame revient sur le côté romantique de l'histoire – avec un regard lyrique sur la douleur de l'être immortel et la nécessité de gagner le combat ultime. »
Le film réunit pour la première fois au cinéma Adrian Paul (Duncan MacLeod), héros de la série télévisée et Christophe Lambert héros du premier film (Connor MacLeod). Bien que cela soit la première apparition ensemble, dans les salles obscures, ceux-ci étaient réunis dans le premier épisode de la série télévisée Highlander, où Adrian Paul tenait le rôle principal. À l'origine, le film se voulait être un pont entre la série télévisée et son spin-off, L'Immortelle, mais la seconde a été arrêtée prématurément.
Avec 16 millions de dollars, le budget est similaire à celui du premier film.

### Attribution des rôles
C'est le dernier film de l'actrice Sheila Gish, qui interprète Rachel Ellenstein dans ce volet ainsi que dans le premier film. Elle est décédée le 9 mars 2005.
Juliet Landau et Lucy Lawless ont été envisagées pour le rôle de Kate/Faith, alors que Billy Idol, David Bowie et Jean-Claude Van Damme l'ont été pour celui de Jacob Kell.

### Tournage
Les producteurs voulaient initialement tourner le film à Vancouver, comme la plupart des épisodes de la série télévisée. Cependant le studio préfère la Roumanie. Le tournage a lieu du 22 octobre 1999 au 7 mars 2000. La plupart des scènes sont donc tournées en Roumanie, à Bucarest et dans ses environs et notamment aux Castel Film Studios. Toutefois, plusieurs scènes sont tournées au musée d'histoire naturelle et au Dôme du Millénaire à Londres. Comme le 1er et le 3e film de la saga, Highlander: Endgame est également tourné en Écosse (Argyll and Bute, le château de Stalker, Loch Linnhe...) et à New York.

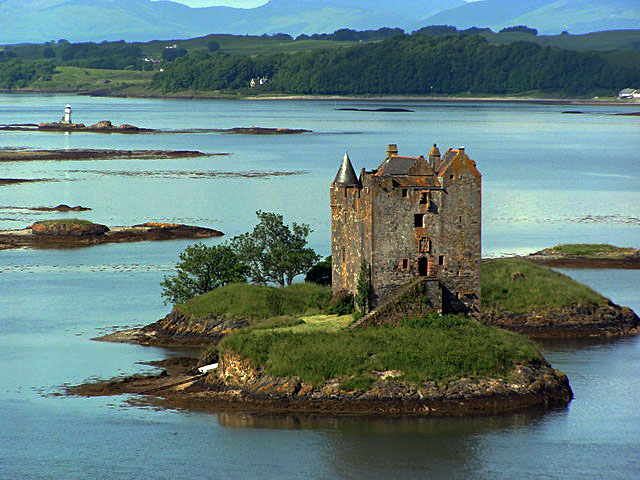
Le château de Stalker
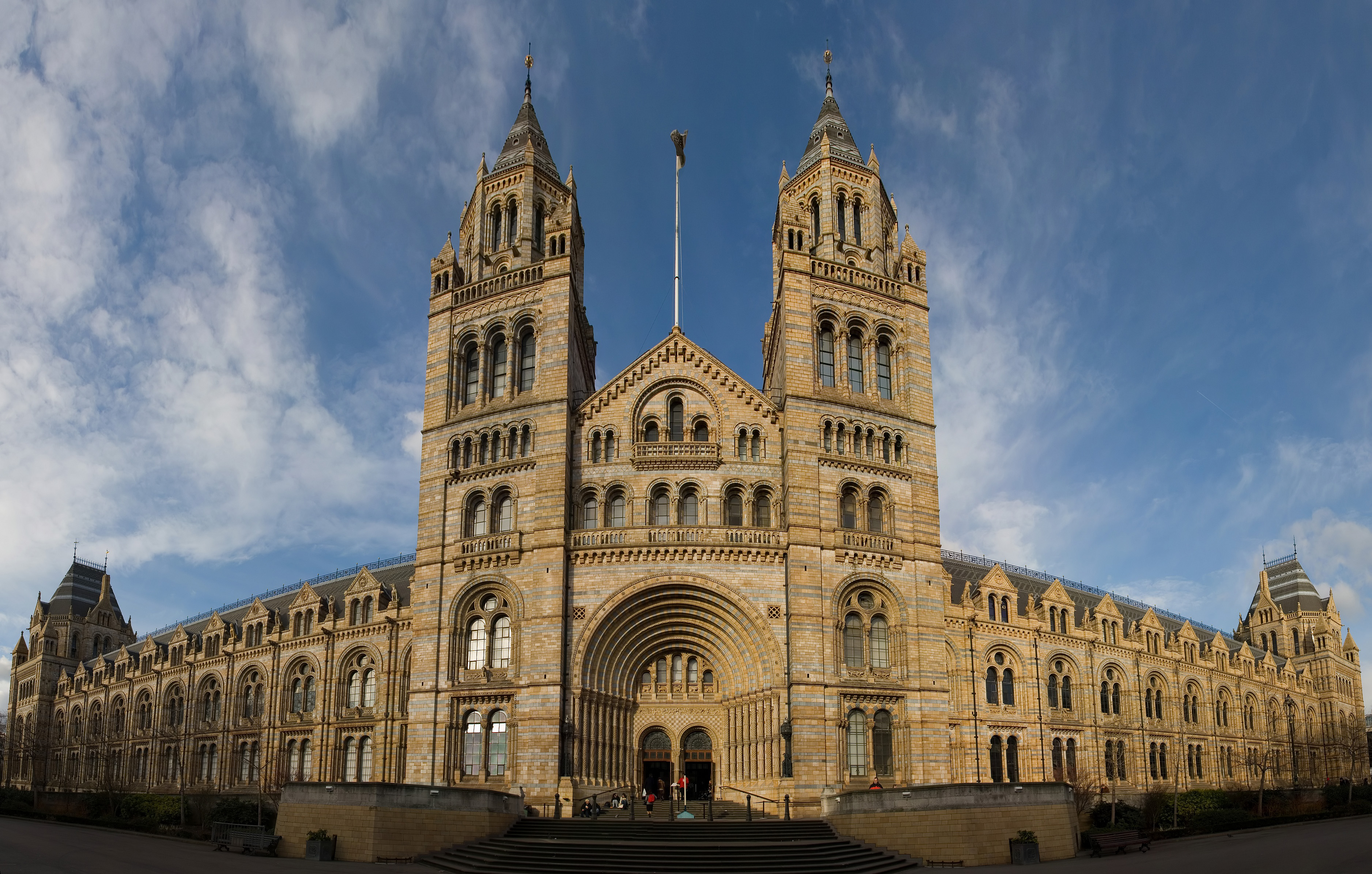
Le musée d'histoire naturelle de Londres
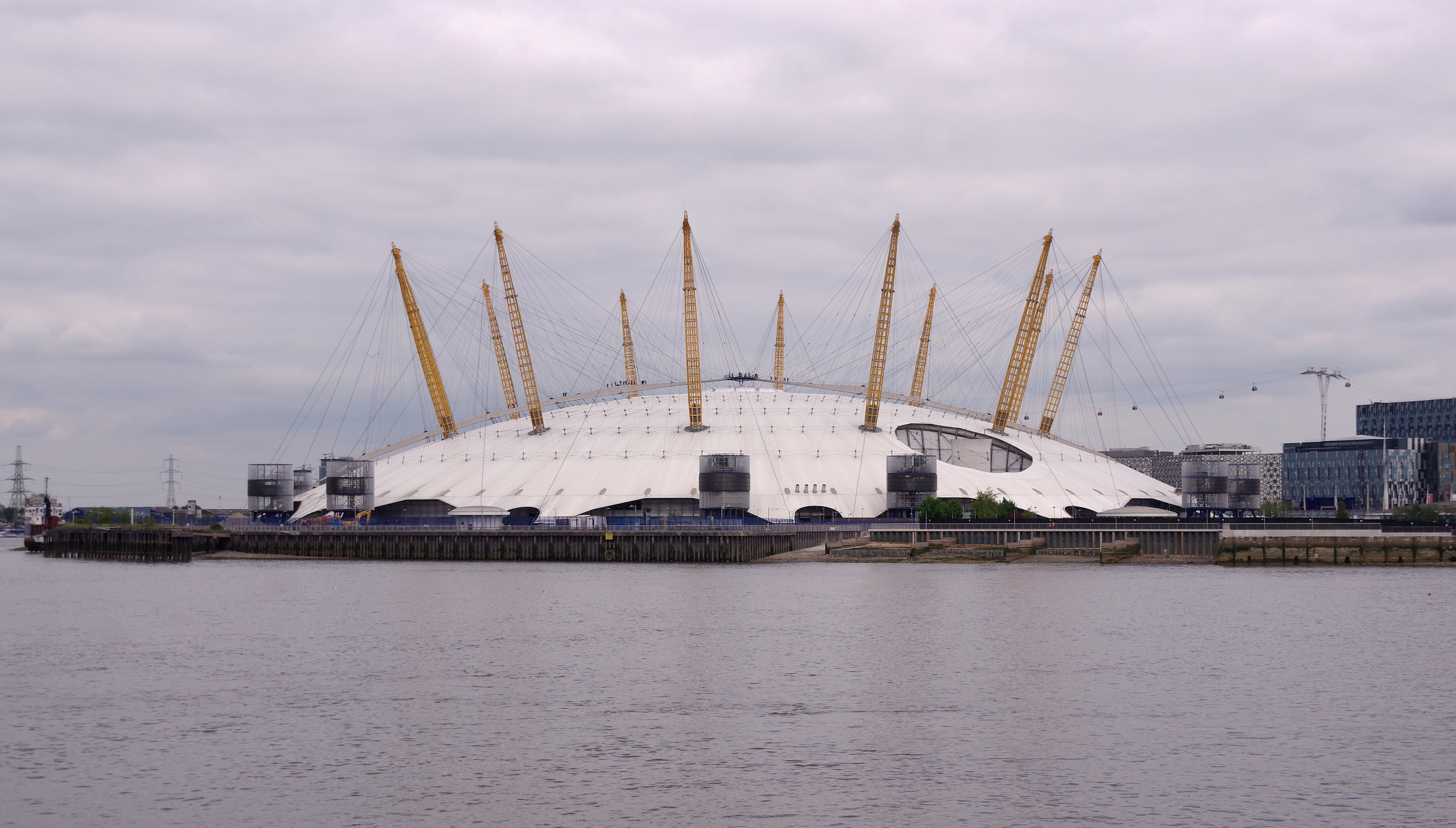
Le Dôme du Millénaire

### Musique
Bandes originales de Highlander
Highlander 3
(1994) Highlander : Le Gardien de l'immortalité
(2007)
La musique du film est composée par Stephen Graziano et Nick Glennie-Smith.
Tout comme le précédent film de la franchise, Highlander: Endgame contient la chanson chanson traditionnelle Bonny Portmore, ici interprétée par Jennifer McNeil.
Liste des titres
1. Bonny Portmore (traditionnel) - 3:46
2. Opening Titles - 10:18
3. Motorcycle Gang Fight - 4:46
4. Driving to Loft / Getting Duncan / Ride to the Grave - 2:37
5. Say Goodbye to Kate / Last Supper Slash - 3:32
6. Heather Cuts Her Hair - 1:08
7. There Can Only Be One! (Killing Kell) - 6:53
8. Prelude: The Song of the Pooka (traditionnel) - 3:33
9. The Legend of the Immortals - 10:33
10. Connor and Duncan Fight Together - 1:16
11. Duncan Visits the Loft - 0:45
12. The Hidden Room - 0:54
13. Attack at the Loft - 6:07
14. Killing an Old Friend - 2:17
15. In Memory of Connor (composé par Chris Neel) - 3:57

## Accueil

### Accueil critique
La critique de la presse n'a pas été tendre avec ce quatrième volet. Les nombreuses incohérences et/ou zones d'ombres avec les autres films, ainsi que des éléments scénaristiques typiquement liés à la série ont également valu au film de s'attirer les foudres des fans de la saga. Le film est nommé aux The Stinkers Bad Movie Awards 2000 dans la catégorie "pire suite ou remake". Il ne totalise que 11 % d'opinions favorables sur Rotten Tomatoes, pour 54 critiques recensées

### Box-office
Le film réalise 15 843 608 $ de recettes dans le monde, dont 12 811 858 $ aux États-Unis et au Canada. Il totalise 243 403 entrées en France.
Le film débute dans le top 10 des entrées aux États-Unis lors de sa première semaine d'exploitation, faisant de ce quatrième film le meilleur démarrage de la franchise. Mais le film chuta très fortement par la suite.

## Éditions en vidéo
En France, le film Highlander: Endgame est sorti en DVD le 6 mars 2002.

## Commentaires

### Clin d'œil
Tout comme les précédents films de la franchise, le nom de l'antagoniste principal commence par la lettre K : le Kurgan dans Highlander (1986), le général Katana dans Highlander, le retour (1991), Kane dans Highlander 3  (1994) et enfin dans ce film. Ce ne sera pas le cas dans le 5e film Highlander : Le Gardien de l'immortalité (2007).

### Différents montages
Dans la version cinéma, Methos fait référence au Sanctuaire, le lieu des immortels. De nombreux fans s'offusquèrent que Jacob Kell puisse tuer dans ce lieu sans qu'il y ait des conséquences. Ces allusions sont alors supprimées de la version sortie en DVD. Cependant, elles sont réintégrées, ainsi que d'autres scènes et effets spéciaux remastérisés, dans la version producer's cut remontée par les producteurs, mécontents de la durée du film et de la structure narrative de la version imposée par le studio. De nombreuses scènes sont rajoutées et certaines rallongées. Dans la producer's cut, on peut voir un épilogue avec Kate et Duncan,.
Par ailleurs, de nombreuses scènes tournées n'ont jamais été utilisées hormis dans les bandes-annonces. Il sera plus tard expliqué que certaines scènes ont ainsi été faites uniquement pour donner un aspect plus passionnant dans les bandes-annonces.

### Incohérences
- Ce film n'est pas une suite de la première trilogie dans laquelle Connor MacLeod est le dernier des immortels. Il s'agit en fait de la suite de la série télévisée qui était elle-même un reboot de la saga[réf. nécessaire]. Si à première vue, il ne sert donc à rien de chercher une quelconque cohérence narrative et chronologique entre les quatre premiers films, la conclusion prend à contre-pied le spectateur.
- Duncan s'est marié dans ce film, alors qu'il est dit dans la série qu'il ne s'est jamais marié.
- Dans ce quatrième volet, l'action se déroule en 2000. Duncan dit alors avoir revu Connor il y a dix ans à New York (voir le flashback au début du film) avant que ce dernier ne se retire au sanctuaire. Or, on sait qu'ils se reverront en 1992 à Seacouver (voir épisode pilote de la série) et que le troisième volet de la saga se déroule en 1995. Connor n'a donc pas pu se retirer plus de 5 ans au sanctuaire.